# シタデル ディアナ
『シタデル ディアナ』（Citadel: Diana）は、アメリカのテレビドラマシリーズ『シタデル』をもとにアレッサンドロ・ファブリが企画したイタリアのスパイアクションテレビドラマのミニシリーズ。2024年10月10日にAmazon Prime Videoで公開された。

## 登場人物と配役
カッコ内は日本語吹き替え担当
- ディアナ・カヴァリエリ
  - 演：マティルダ・デ・アンジェリス（大平あひる）
- エド・ザニ 
  - 演：ロレンツォ・セルヴァシオ（イタリア語版）（神尾晋一郎）
- エットレ・ザニ
  - 演：マウリツィオ・ロンバルディ（英語版）（広瀬彰勇）
- セシル・マルタン
  - 演：ジュリア・ピアトン（英語版）（清水はる香）
- ジュリア・ウォード・ザニ
  - 演：テクラ・ルーテン（英語版）
- ヴォルフガング・クライン
  - 演：ベルンハート・シュッツ（ドイツ語版）
- ガブリエル
  - 演：フィリッポ・ニグロ（英語版）（丸山壮史）
- サラ・カヴァリエリ
  - 演：ジョルダーナ・ファッジアーノ（神戸光歩）
- マッテオ・スパダーロ
  - 演：ダニエレ・パオォーニ
- ルカ・パヴァン
  - 演：マローアンヌ・ゾッティ
- ジアーダ
  - 演：市川純
- ライナー・ウェバー
  - 演：マキシム・メーメト（英語版）
- エンリコ・ザニ
  - 演：カルロ・シャッカルーガ（イタリア語版）
- アガテ
  - 演：ソニア・ボニー

## エピソード
| 通算 話数 | タイトル               | 時間 | 公開日         |
| --------- | ---------------------- | ---- | -------------- |
| 1         | "分裂" (Divisa in Due) | 50分 | 2024年10月10日 |
| 2         | "戦争" (Guerra)        | 47分 | 2024年10月10日 |
| 3         | "共に" (Insieme)       | 48分 | 2024年10月10日 |
| 4         | "ザニ一族" (Gli Zani)  | 35分 | 2024年10月10日 |
| 5         | "攻撃" (Assalto)       | 45分 | 2024年10月10日 |
| 6         | "ジュピター" (Giove)   | 42分 | 2024年10月10日 |

## 製作
このシリーズの撮影は2022年10月に開始され、2023年5月に完了した。撮影はイタリアおよびスイスのルガーノ、メンドリシオ、ゴッタルド山塊で行われた。
Mokadelicがアレックス・ベルチャーと彼のバンドが編曲して演奏したテーマ曲を含む劇中曲を作曲した。ミラン・レコードがシリーズの公開日に合わせてサウンドトラックをリリースした。

## 公開
このシリーズは2024年10月10日にAmazon Prime Videoで公開された。